# Раян Мартіні
Раян Деніел Мартіні (англ. Ryan Daniel Martinie) — бас-гітарист метал-гурту Mudvayne (1998-2010), де виступав під псевдонімами Ryknow та R-ud та гурту Soften the Glare, що грає у стилі прогресивний рок та ф'южн (2015-наш час).

## Життєпис
Раян Мартіні народився 6 серпня 1975 року у місті Пеорія, штат Іллінойс. Його дід був керівником хору, батько грав на гітарі та фортепіано, тож змалечку Раян чув чимало музики, і не дивно, що він і сам став музікантом. Ще з дитинства Раян захоплювався музикою, зокрема джазом, та грав на трубі. По закінченні школи, Мартіні вступив до музичного коледжу Іллінойсу. Вирішальним кроком у виборі бас-гітари як улюбленого інструмента, для Раяна став виступ гурту Rush, особливо гра басиста Джедді Лі.
У дев'яностих роках був учасником рок-гурту Broken Altar. Наприкінці дев'яностих приєднався до гурту Mudvayne. Саме з ними Раян записав 5 студійних альбомів. Критики постійно звертали увагу на технічні та комплексні, як для ню-металу, басові партії та віртуозне володіння інструментом Мартіні, та зазвичай зазначали, що ці партії — частина фірмового звучання гурту. Вплив на Раяна мали як джазові так і екстремальні гурти, що чітко визначає його власний стиль.
У перші роки діяльності Mudvayne всі учасники наносили на себе грим. Основним образом Раяна був демон. З 2005 року музиканти відмовилися від гриму на концертах та у відеокліпах. При цьому варто відзначити, що сценічний образ Мартіні у Mudvayne сильно контрастував з тим, що у житті він привітна людина та хороший співрозмовник, що видно під час його майстер-класів. З 2010 по 2021 гурт був у безстроковій творчій відпустці. 
У 2012 році гурт Korn запросив Раяна до європейського туру, оскільки власний басист гурту — Реджинальд Арвізу — не зміг взяти у ньому участь через народження дитини. У рамках туру гурт завітав і до України.

2013 року стало відомо, що Раян співпрацював із гуртом Kurai, взявши участь у записі альбому Breaking the Broken.

Протягом 2014—2015 років Раян співпрацював із гітаристом Боном Лозагою. Їхній тандем став початком створення у 2015-му гурту Soften the Glare, який грає у жанрах джаз-ф'южн та прогресивний рок. Про свою участь у гурті Раян каже: 
«Це зовсім відрізняється від того, що я робив у Mudvayne. Там я грав типу панк-рокерські штуки, літав по сцені, як навіжений — це був особливий та крутий час. Але тут, де я зараз є більше місця саме для творчості, для музики»
Дебютний альбом гурту вийшов 1 вересня 2017 року та отримав назву Making Faces. Другий реліз гурту побачив світ 3 березня 2020 року. Альбом вийшов під назвою Glint.

## Додаткові факти
Понад 20 років Раян Мартіні був ендорсером компанії Warwick. Він надавав перевагу 5-струнним басам моделі Thumb. Наприкінці 2021-го року Раян перейшов на інструменти фірми Fodera та отримав свою підписну модель Blondie Standard. 

Музикант не використовує ніяких педалей ефектів, надаючи перевагу чистому звуку. Про це він каже:

«Мені подобається саме природний підхід до гри. Я не проти синтетичних ефектів, якщо вони вам подобаються — ви можете ними користуватися. Але я особисто хочу робити все це своїми руками, без допомоги ефектів»
Серед улюблених музичних виконавців виділив The Beatles, Rush, John Patitucci, King Crimson, Chick Korea, Porcupine Tree, з більш важких музичних напрямів — Death, Mastodon та Meshuggah.
Про приватне життя музиканта відомо небагато. Відомо, що він одружений та полюбляє читати. Часто брав участь у проєктах компанії Warwick, наразі активний учасник спільноти власників бас-гітар Fodera.

## Дискографія

### ІзMudvayne
- L.D. 50 (2000)
- The Beginning of All Things to End (2001)
- The End of All Things To Come (2002)
- Lost And Found (2005)
- By the People, For the People (2007, компіляція)
- The New Game (2008)
- Mudvayne (2009)

### ІзKurai
- Breaking the Broken (2013)

### ІзSoften the Glare
- Making Faces (2017)
- Glint (2020)